# Lukas Huber (Politiker, 1978)
Lukas Huber (* 27. Oktober 1978) ist ein Schweizer Jurist und Politiker (GLP). Er ist Mitglied des Parlaments des Schweizer Kantons Aargau.

## Leben
Lukas Huber wuchs auf dem Mutschellen auf und absolvierte 1998 die Wirtschaftsmatura an der Kantonsschule Wohlen. Er studierte Rechtswissenschaften an der Universität St. Gallen und schloss das Studium 2004 mit dem Lizentiat ab. Nach dem Studium erwarb er 2006 im Kanton Aargau das Rechtsanwaltspatent. 2017 erlangte er zudem einen Executive Master in Public Administration der London School of Economics.
Huber arbeitete in verschiedenen Funktionen der Justiz. Am Bezirksgericht Bremgarten war er Gerichtsschreiber, bevor er zum stellvertretenden Generalsekretär des Obergerichts des Kantons Zürich gewählt wurde. Zudem amtete er am Bezirksgericht Winterthur als nebenamtlicher Ersatzrichter. Seit 2022 ist er Stabschef der Oberstaatsanwaltschaft des Kantons Zürich.
Huber ist verheiratet, hat drei Kinder und lebt mit seiner Familie auf dem Mutschellen.

## Politik
Huber gründete 2020 die GLP Mutschellen und ist seither deren Co-Präsident. Im selben Jahr wurde er für die GLP in den Grossen Rat des Kantons Aargau gewählt. In der Legislatur 2021/2024 war er Mitglied der Kommission für Allgemeine Verwaltung (AVW), seit 2025 ist er Mitglied der Kommission für öffentliche Sicherheit (SIK). Für die Gesamterneuerungswahl des Regierungsrats und des Grossen Rats für die Amtsperiode 2025/2028 amtete er als Präsident der Wahlaktenprüfungskommission.
Seit 2021 ist er Mitglied der Schulkommission der Kantonsschule Wohlen und seit 2023 deren Präsident.